# Mia Greeve
Mia Greeve (Antwerpen, 7 maart 1923 – Malle, 19 april 2006) was een Belgisch zangeres. Haar stembereik was alt.
Zij kreeg haar opleiding aan het Vlaams Conservatorium (Willem Ravelli) in haar geboortestad en het Haags Conservatorium. Ook volgde zij studies in Salzburg (Mozarteum bij Ria Ginster) en Hamburg (bij Peter Markwort). In 1948 stond ze op het podium in het kader van een "Concert der Laureaten" van het Antwerps Conservatorium. Ze had toen een eerste prijs virtuositeit op zak. Zij maakte haar debuut als zangeres in 1949 toen zij meezong in de Symfonie nr. 9 van Ludwig van Beethoven. Daarna was ze al rap lid van de Vlaamse Opera in Antwerpen. Vanaf 1954 liet ze de opera achter zich en zong zij alleen nog al concertzangeres, met name bij in oratoria. Ze was daarbij regelmatig te horen bij de BRT. Ze zong ook weleens in Nederland. In het seizoen 1959 van het Holland Festival stond zij als een van de solisten op het podium in een uitvoering van de Symfonie nr. 2 van Gustav Mahler, samen met het Rotterdams Philharmonisch Orkest onder leiding van Eduard Flipse.
Zij was enige tijd voorzitter van Chorale Cecilia, ooit opgericht door Lodewijk De Vocht, die directeur was van het Antwerps Conservatorium toen zij er studeerde.
Haar stem en beeld zijn bewaard gebleven via de muziekfilm Het gedicht van minnegod en zotheid uit 1959 van het Nationaal Instituut voor de Radio-omroep. Ook zijn enkele plaatopnamen van haar stem bewaard gebleven.
Ze was getrouwd met jurist en zakenman Jan Debeuckelaere. Ze overleed in het Algemeen Ziekenhuis Sint-Jozef te Malle.